# Arabela (serial telewizyjny)
Arabela – serial telewizyjny dla dzieci i młodzieży produkowany w latach 1978–1980 w Czechosłowacji. W następnych latach powstały kolejne produkcje opowiadające dalsze losy bohaterów: w 1984 film Rumburak, a w 1993 26-odcinkowy serial telewizyjny Powrót Arabeli.

## Fabuła
Serial w sposób humorystyczny łączy dwa światy – świat baśniowy oraz realistyczny świat ówczesnej, socjalistycznej Czechosłowacji. Królewna Arabela, córka Króla Bajek, ucieka przed zemstą chytrego i zarozumiałego czarodzieja Rumburaka ze świata baśni do świata rzeczywistego. Spotyka tam Petra Majera, obywatela Czechosłowacji i się w nim zakochuje. Czary, pierścień życzeń, latający kufer, czarodziejski płaszcz oraz wiele innych magicznych przedmiotów odgrywają ważną rolę w tej opowieści.

## Emisja w Polsce
Serial został po raz pierwszy wyemitowany przez Telewizję Polską od 2 stycznia do 27 marca 1983. Arabela zdobyła ogromną popularność. W latach osiemdziesiątych i na początku dziewięćdziesiątych serial był często powtarzany przez TVP, średnio raz na dwa lata (zazwyczaj w ramach Teleferii). Był on emitowany z polską wersją językową w postaci dubbingu. Po latach serial przypomniała stacja TV4 emitując go między 1 października a 24 grudnia 2006 oraz w sierpniu 2007. Na przełomie czerwca i lipca 2008 serial emitowała telewizja Polsat. We wszystkich tych emisjach dialogi czytał lektor. W 2009 zdubbingowaną wersję serialu emitowała TVP Kultura, a w 2012 Kino Polska.

## Obsada

### Kraina Ludzi
- Vladimír Menšík – Karel Majer (opowiada w TV bajki na dobranoc),
- Stella Zázvorková – Věra Majerová (jego żona),
- Vladimír Dlouhý – Petr Majer (ich starszy syn, student),
- Ondřej Kepka – Honzík Majer (ich młodszy syn),
- Veronika Týblová – Mařenka Hermanová (koleżanka Honzíka),
- Antonín Jedlička – Adam (nauczyciel i wychowawca klasy 3B, do której chodzą Honzík i Mařenka),
- Jana Drbohlavová – pani Hermanová – sąsiadka Majerów (mama Mařenki),
- Ladislav Županič – Arnošt Herman – jej mąż i tata Mařenki (recepcjonista w hotelu),
- Jiří Hrzán – František Gross (asystent w TV),
- Iva Janžurová – panna Miriam Müllerová (nauczycielka fortepianu)/pani Blekotová,
- Josef Vetrovec – profesor Hromádka, lekarz psychiatra (ojciec kolegi z klasy Honzíka i Mařenki),
- Petr Svojtka – lekarz psychiatra, przyjaciel Petra i jego świadek na ślubie,
- Jitka Zelenohorská – lekarka w szpitalu psychiatrycznym,
- Václav Lohniský – złodziej Fousek,
- Svatopluk Beneš – właściciel hotelu,
- Jan Přeučil – kelner w restauracji hotelu,
- Jiří Datel Novotný – portier hotelowy Adamec,
- Otto Budin – taksówkarz.

### Świat Baśni – królewski dwór
- Vlastimil Brodský – Król Hiacynt,
- Jana Brejchová – Królowa,
- Jana Nagyová (głos Libuše Šafránková) – królewna Arabela (ich córka),
- Dagmar Patrasová – królewna Xenia (ich córka),
- Jiří Sovák – Teofil Vigo, nadworny czarodziej.

### Świat Baśni – czarne charaktery
- Jiří Lábus – czarodziej Rumburak,
- Jana Andresíková – czarownica,
- František Filipovský – diabeł Blekota,
- Stanislav Hájek – Pekota,
- Jiří Krytinář – Mekota.

### Świat Baśni – pozostałe postacie
- Oldřich Vízner – książę Willibald (narzeczony Xenii, wcześniej książę z baśni o Śpiącej Królewnie),
- Josef Dvořák – Wodnik,
- Dana Vávrová – Czerwony Kapturek,
- Luba Skořepová – czarownica Baba Jaga z bajki o Jasiu i Małgosi,
- Vít Olmer – Dr Frankenstein,
- František Peterka – Fantomas.

## Wersja polska
Wersja polska: Studio Opracowań Filmów w Warszawie
Reżyseria: Maria Piotrowska
Dialogi: Joanna Klimkiewicz
Dźwięk: Roman Błocki
Montaż: Anna Łukasik
Kierownictwo produkcji: Andrzej Staśkiel
Udział wzięli:
- Anna Gornostaj – Arabela
- Wojciech Machnicki – Petr Majer
- Irena Kownas – Věra Majerová
- Jacek Czyż – Rumburak
- Zofia Gładyszewska – Czarownica
- Wiesław Machowski – Król Hiacynt
- Aleksandra Śląska – Królowa
- Ryszard Nawrocki – Nauczyciel Adam
- Henryk Łapiński – Profesor Hromadka
- Aleksander Gawroński – Złodziej Fousek
- Halina Chrobak – Księżniczka Xenia, siostra Arabeli
- Mirosław Wieprzewski
  - ptasi tata (5),
  - jeden z krasnoludków (7),
  - głos, zapowiadający pociągi na stacji kolejowej (8),
  - Mekota (12).
- Ryszard Dembiński – Karol Majer
- Zofia Saretok
- Ewa Smolińska
- Krystian Tomczak
- Stanisław Zatłoka
- Jerzy Tkaczyk – Czarodziej Vigo
- Agata Rzeszewska – Przewodnik w Muzeum (13)
- Włodzimierz Bednarski – Paser (9 i 10)
- Leopold Matuszczak
  - śmieciarz (2)
  - dziennikarz Expresu (5)
  - jeden z krasnoludków (7)
- Ryszard Olesiński
  - dr Frankenstein (12)
  - kat (12)
- Włodzimierz Press
- Aleksandra Koncewicz – narrator

## Miejsce akcji
| w serialu                                                                                  | w rzeczywistości                                               |
| ------------------------------------------------------------------------------------------ | -------------------------------------------------------------- |
| willa Majerów                                                                              | Černošice, powiat Praha-Západ                                  |
| zamek Króla Baśni                                                                          | zamek Český Šternberk                                          |
| zamek Rumburaka                                                                            | zamek na Kunětická hora, okolice Pardubic                      |
| hotel gdzie pracuje pan Hermann i gdzie Rumburak wynajmuje apartament (111)                | ParkHotel w Pradze, niedaleko centrum miasta i parku Stromovka |
| uczelnia na której studiuje Petr                                                           | Politechnika w Pradze (ČVUT)                                   |
| rzeka, w której schronił się Wodnik w Świecie Ludzi, i nad brzegiem której spotyka Arabelę | Wełtawa w Pradze                                               |

## Streszczenia odcinków

### 1. Jak pan Majer znalazł czarodziejski dzwoneczek / O tym, jak pan Majer znalazł dzwoneczek[2]
(Jak pan Majer našel zvoneček)
W pierwszym odcinku poznajemy pana Majera, który w telewizji opowiada bajki dla dzieci. Pewnego razu pan Majer znajduje zaczarowany dzwoneczek. Jego dźwięk przywołuje bajkowego czarodzieja Rumburaka, który może spełnić każde życzenie.
Pan Majer obiecał, że w wesołym miasteczku ustrzeli dzieciom niedźwiadka. Ani razu nie udało mu się trafić, więc postanowił nauczyć się strzelać. Czarodziej Rumburak zabiera go do czarodziejskiej Krainy Bajek, gdzie Pan Majer zabija ogromnego wilka. Okazuje się jednak, że to nie był zwykły wilk, lecz wilk, który mówi i w Krainie Bajek jest niezbędny!
Rumburak czuje, że czekają go duże nieprzyjemności...

### 2. Zemsta Rumburaka
(Rumburakova pomsta)
Rumburak, czarodziej drugiej kategorii, który pozwolił zabić Gadającego Wilka zostaje ukarany przez Króla Bajek odebraniem czarodziejskiego pierścienia, płaszcza i dzwoneczka. Na rozkaz Królowej zostaje on jeszcze dodatkowo zamieniony w wilka, żeby miał kto zjeść babcię Czerwonego Kapturka i żeby znów w Krainie Bajek zapanowała równowaga.
Szukając zemsty, Rumburak odkrywa zapomniane zamczysko pełne czarodziejskich mocy. Dzięki nim odzyskuje swą potęgę i zamienia Królową w białą gołębicę. Jej miejsce zajmuje Baba Jaga.
Za pomocą własnego studia telewizyjnego, zapożyczonej postaci pana Majera oraz niewiarygodnie pogmatwanych bajek, Rumburak planuje przywieść Bajkowe Królestwo do zguby. W odpowiedniej chwili zamierza zdobyć nie tylko tron, ale również rękę królewny Arabeli...

### 3. Petr i królewna
(Petr a princezna)
Poplątane bajki telewizyjne wnoszą do Królestwa Baśni coraz większy chaos. Chcąc przywrócić porządek – czarodziej Vigo wraz z królewnami Arabelą i Xenią udaje się do Krainy Ludzi na poszukiwanie pana Majera, żeby wymusić na nim opowiadanie tradycyjnych bajek. Arabela zakochała się w Petrze, synu pana Majera. Zamieniona w muchę podpowiada mu nawet podczas egzaminu. Pan Majer nie dotrzymuje obietnicy zaprowadzenia ładu w bajkach. By nie doszło do jeszcze większego bałaganu, czarodziej Vigo zamienia pana Majera w jamnika, nie mając pojęcia, że to nie pan Majer jest winny, tylko zły Rumburak.

### 4. Jamnik Karel Majer
(Jezevčík Karel Majer)
Zamieniony w jamnika pan Majer i jego rodzina przeżywają trudne chwile. Tym bardziej, że nikt nie chce uwierzyć w taką odmianę.
Tymczasem w Krainie Bajek zły Rumburak kolejny raz wciela się w postać pana Majera i opowiada w telewizji bajkę o Śpiącej Królewnie. Król Bajek rozkazuje, żeby – zgodnie z tym co dzieci usłyszały na dobranoc – Książę Willibald nie całował Śpiącej Królewny, ale w zamian okradł z kosztowności cały śpiący dwór. Taki obrót sprawy wykorzystuje królewna Xenia, która zamierza poślubić Willibalda.
Następnego wieczoru Rumburak znowu podszywa się pod pana Majera i opowiada historię o tym, jak krasnoludki wysadzają w powietrze całe Królestwo Bajek. Zrozpaczony Król Hiacynt obiecuje pół królestwa i rękę królewny Arabeli temu, kto uratuje Krainę Baśni.

### 5. Ucieczka Arabeli
(Arabela na útěku)
Bezczelny i pewny siebie Rumburak – winowajca wszystkich nieszczęść – przybywa do pałacu po rękę Arabeli. Kiedy królewna go odtrąca, wściekły Rumburak porywa ją na swój zamek. Nie przeczuwa nawet jakiego przeciwnika będzie miał w tej delikatnej dziewczynie. Sprytnej i pełnej temperamentu Arabeli udaje się przechytrzyć Rumburaka i jego służbę i uciec do Krainy Ludzi. Tam spotyka się z Petrem i przywraca za pomocą czarodziejskiego pierścienia ludzkie kształty jego ojcu – panu Majerowi.

### 6. Zniknięcie Petra / Zniknięcie Piotra[2]
(Petrovo zmizení)
Królewna Arabela ucieka od Rumburaka do Petra. Król wraz z panem Vigo śpieszą do Krainy Ludzi, by przeszkodzić Rumburakowi w jego podstępnych planach. Zostają jednak uwięzieni w klinice psychiatrycznej. Pojawia się tam również pan Majer z dobrą nowiną – Arabeli nic złego się nie stanie, bowiem Rumburak znalazł się za kratami więziennego szpitala. Nie wie jeszcze, że Arabelę spotkało nieszczęście – jej ukochany Petr, obchodząc się niezręcznie z czarodziejskim płaszczem przenosi się do Krainy Baśni..

### 7. Bajki wędrują do lamusa / Zmiany w krainie baśni[2]
(Pohádky jdou do sběru)
Petr Majer, który dziwnym zbiegiem okoliczności znalazł się w Krainie Baśni zostaje zatrzymany przez królewnę Xenię. Xenia wykorzystując techniczne umiejętności Petra zmusza go, by za pomocą czarodziejskiego pierścienia wprowadził do Krainy Baśni nowoczesne wieżowce i różne inne zdobycze techniki.
Tymczasem w Krainie Ludzi Rumburak zabiega wciąż o rękę Arabeli – przykuty do łóżka w więziennym szpitalu poleca swemu słudze Blekocie, by porwał Arabelę. Starając się wypełnić rozkaz swego pana, diabeł Blekota omyłkowo porywa panią Müllerovą, nauczycielkę muzyki.
Mimo że Petr spełnia warunki umowy, próżna Xenia nie pozwala mu opuścić Krainy Baśni.

### 8. Niezwykłe perypetie / Perypetie z pierścieniem[2]
(Jeníček a Mařenka)
Czarodziejski pierścień Arabeli, który po kryjomu wzięli do szkoły Honzík i Mařenka, dostaje się w ręce ich kolegów Kozelki i Hromádki. Ci, nadużywając mocy pierścienia zamieniają nauczyciela Adama w Myszkę Miki, a dyrektora szkoły w ogromną gąsienicę. Spotkanych zaś przypadkowo Rumburaka i włamywacza Fouska, którzy uciekają z więziennego szpitala, zamieniają w parasole. Parasole wpadają w ręce Honzíka i Mařenki, by wkrótce znaleźć się w domu państwa Majerów.
Dzieci wykradają latający kufer wraz z czarodziejskim płaszczem i tak jak wcześniej Petr – przypadkiem zapinając guzik tego płaszcza – znikają ze Świata Ludzi.

### 9. Fatalne skutki cywilizacji / Zgubne skutki cywilizacji[2]
(Civilizace si řádá své)
Królewna Xenia zafascynowana nowoczesną cywilizacją Krainy Ludzi, pod nieobecność Króla, pozbawia Krainę Baśni jej bajkowego uroku. Poddani buntują się przeciw tym zmianom. Za karę Xenia zamienia ich w samochody. Dzięki tym czarom Honzík i Mařenka ratują się przed upieczeniem przez Babę Jagę. Podczas ucieczki z Piernikowej Chaty spotykają Petra.
Tymczasem w Krainie Ludzi Arabela naprawia szkody wyrządzone przez dzieci czarodziejskim pierścieniem. Nieopatrznie przywraca ludzką postać Rumburakowi, który za wszelką cenę chce zdobyć pierścień. Złodziejska wyprawa z więziennym kolegą Fouskiem kończy się jednak tragicznie dla naszych bohaterów.

### 10. Wielka szansa Rumburaka
(Rumburakova velká šance)
Petr, Honzík i Mařenka jadą starym samochodem, który niegdyś był czarownicą, poprzez królestwo baśni. Napotykają na swej drodze Fantomasa, który wskazuje im drogę do zamku czarodzieja Rumburaka. Tam spotykają swoją nauczycielkę gry na pianinie panią Müllerovą, która zaraz rozkazuje im siadać do pianina i grać etiudy. Na zamku królewskim Xenia, Willibald oraz fałszywa królowa nudzą się. Wszyscy kucharze zostali przemienieni w samochody – dlatego teraz pozostały im tylko konserwy. Podczas wycieczki do świata ludzi gubią ostatni z trzech czarodziejskich pierścieni. Złodziej Fousek znajduje pierścień i obiecuje go podarować Arabeli na ich randce. Arabela jest szczęśliwa – ma nadzieję, że przy pomocy pierścienia zobaczy wkrótce Petra, nie podejrzewając, że nowa gospodyni Majerów jest jedną z czarownic. Ponownie rodzina Majerów znajduje się w poważnym niebezpieczeństwie, a Rumburak zaś skrada się wokół ich domu.

### 11. Za dużo generałów / Zbyt wielu generałów[2]
(Příliš mnoho generálů)
Zmuszony do pracy Król przez nieuwagę wysadza w powietrze fabrykę. Wraz z czarodziejem Vigo i panem Majerem dostaje się do więzienia, gdzie spotyka księcia Willibalda – swojego zięcia. Arabela odzyskuje pierścień, dzięki któremu uwalnia swoich bliskich z więzienia. Wszyscy spotykają się w domu państwa Majerów z nadzieją, że wkrótce ich kłopoty się skończą. Wierzą, że Petr wraz z Honzíkiem i Mařenką wrócą z Krainy Baśni, a król Hiacynt, Xenia i Willibald do niej na zawsze powrócą. Czarownica podstępem zdobywa dla Rumburaka czarodziejski pierścień. Ten zjawia się w domu państwa Majerów, by porwać Arabelę.

### 12. Pomoc gołębicy / Gołąbek przychodzi z pomocą[2]
(Hrdlička zasahuje)
Rumburak zamienia Króla, pana Vigo i panią Majerovą w kamienne rzeźby, zaś bezbronną królewnę Arabelę porywa na swój zamek. Tam Arabela, ku niezadowoleniu Rumburaka, spotyka Petra. Okrutny czarodziej postanawia zgładzić Petra – swojego rywala. Dzięki gołębicy, w której Arabela poznaje swoją mamę, Petr zostaje uratowany przez Fantomasa – potężnego władcę Krainy Baśni Dla Dorosłych.
Arabela z Petrem, Królową, Honzíkiem i Mařenką opuszcza zamek, gdzie rozpoczyna swoje rządy żona diabła Blekoty – Miriam. Arabela wszak nie wie, że niebezpieczeństwo jest nadal blisko, bowiem Rumburak ucieka z więzienia.

### 13. Od dzwoneczka się zaczęło i dzwoneczkiem się kończy / Od dzwoneczka się zaczęło, na dzwoneczku się kończy[2]
(Zvonečkem to začalo, zvonečkem to končí)
Za pomocą pierścienia Arabela przywraca ludzką postać postaciom bajkowym, a szklany pałac staje się barokowym zamkiem z bajki. Królowa obejmuje rządy, a Fantomas i Frankenstein szykują elektrycznego wilka, gdyż pierwszego pan Majer zabił w pierwszym odcinku.
W Krainie Ludzi również wszystko wraca do normy. Pani Majerová, Król i czarodziej Vigo znów są ludźmi, a Petr i Arabela przygotowują się do ślubu. Podczas przymierzania obrączki królewna zostawia pierścień. Nie wie, że w pobliżu jest Rumburak zamieniony w kruka, który nie chcąc dopuścić do ślubu, zamienia Arabelę w owcę, a Petra w ogromny zegar. Dzięki Fantomasowi ślub się jednak odbywa. Pan Vigo zamienia Rumburaka i Czarownicę w pralkę i lodówkę, które ofiarowuje młodej parze w prezencie ślubnym. Król wraz z Królową, Xenią, Willibaldem i panem Vigo wracają do Krainy Baśni. Aby Majerowie mieli z nimi kontakt, dostają dzwoneczek, za pomocą którego mogą wezwać asystenta pana Vigo. Pajda zakopuje go jednak w ogrodzie.

## Wydania DVD
Serial został 6 października 2006 wydany w czterech częściach na płytach DVD przez Best Film, a 6 lutego 2008 w wersji 4 płytowego BOX-u przez MONOLITH VIDEO SP. Z O.O.